# 广州应用科技学院
广州应用科技学院（英語：Guangzhou College of Applied Science and Technology，缩写GCAST），简称广应科，是一所位于中国广东省广州市、肇庆市的民办本科普通高等学校。学校前身是广州大学松田学院，于2020年转设更名，目标是建成一所高水平的应用型大学。

## 历史

原广州大学松田学院校徽

2000年，广州大学和增城市松田实业有限公司达成合作协议，学校前身的广州大学松田学院成立，为公有民办二级学院，承担广州大学专科教学工作。
2004年，改制为独立学院，成为具有独立法人资格的普通高等学校，首次招收本科生。
2006年，学校拆分专科部在校内成立了一所专科学校——广州松田职业学院，实现全本科专业招生；当年聘请毛新宇（毛泽东之孙）为学校客座教授，次年聘请邵华（毛泽东儿媳、毛岸青之妻）担任广州松田职业学院院长。
2011年，毛新宇以广州大学松田学院客座教授、广州松田职业学院荣誉院长的身份参加学校开学典礼，随后又以兼职班主任的身份为法政系新生讲课；同年经广东省学位委员会批准，学校获得学士学位授予权。
2018年，增城市松田实业有限公司原董事长马云珍出售公司偿还债款，最终中国教育集团控股有限公司收购前者公司，成为学校的实际控制人；实际控制人变更后，学校亦更换了管理团队，新任团队随后前往北京拜会毛新宇，毛新宇表示其本人已经卸任学校的职务，但支持学校新任团队的管理工作，并要求学校加强对毛泽东思想的学习。
2020年12月，经中华人民共和国教育部批准，广州大学松田学院转设为广州应用科技学院，学校由独立学院变更为民办普通高等学校。
2022年，学校获批“广东省博士工作站”；肇庆校区建设项目列入广东教育发展“十四五”规划重大建设项目。
2024年，学校新成立二级学院——音乐学院，并聘请中国大陆音乐人胡海泉为客座教授。

## 院系设置
截止到2024年6月，学校设有下列院系：
- 经济与管理学院
- 法政学院
- 文学与传媒学院
- 外国语学院
- 计算机学院
- 美术创意学院
- 人工智能与电气学院
- 智能制造学院
- 建筑与设计学院
- 体育科技学院
- 音乐学院
- 马克思主义学院
- 继续教育学院

## 校园

### 广州校区
- 位置：广东省广州市增城区朱村街道朱村大道东432号
- 说明：广州校区为学校的法定地址，与广州松田职业学院共用校舍。
- 交通：█21号线朱村站、山田站

### 肇庆校区
- 位置：广东省肇庆市鼎湖区莲花镇丰乐路20号
- 说明：肇庆校区位于肇庆市北岭山脉南麓，临近四会市。
- 交通：肇庆东站、鼎湖东站

### 图集
- 广州校区–行政楼
- 广州校区–1栋教学楼
- 肇庆校区

## 相关院校
- 广东白云学院
- 广州软件学院